# Luise Begas-Parmentier

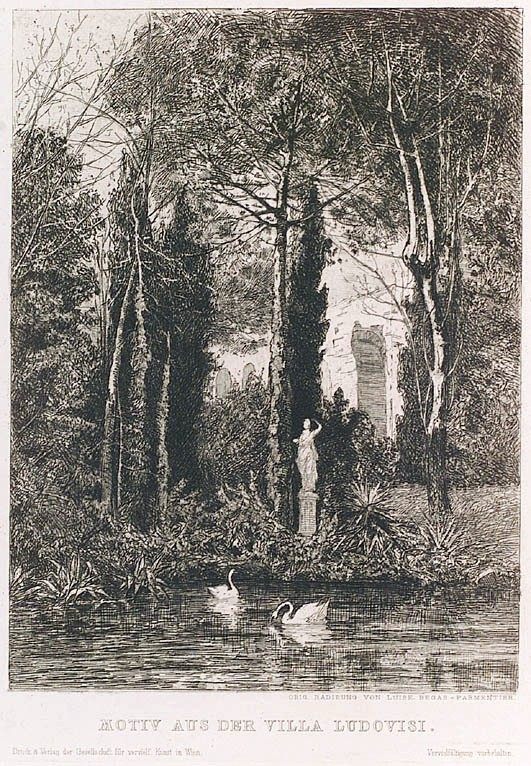
Etsning av Luise Begas-Parmentier

Luise Begas-Parmentier, född 1850 i Wien, död 1920 i Berlin, var en österrikisk målare och salongsvärd. Hon var sedan 27 års ålder gift med konstnären Adalbert Begas, bror till skulptören Reinhold Begas. Hon höll salong i Berlin, där hon var bosatt.